# U-Boot-Zieloptik

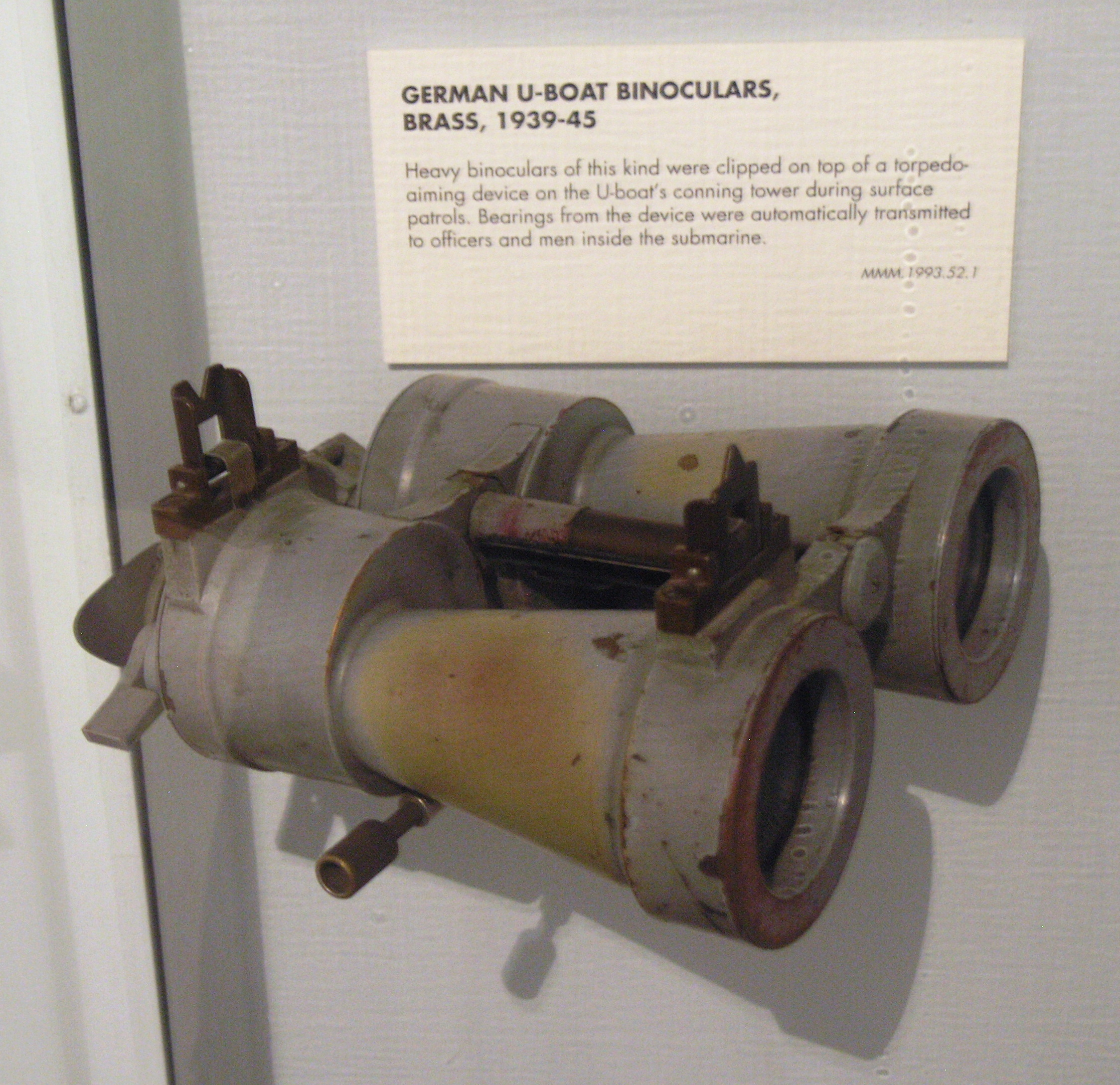
Aus einem deutschen U-Boot stammende U-Boot-Doppelfernrohr (Typ U.D.F. 7×50) im Merseyside Maritime Museum.

U-Boot-Zieloptik (kurz: UZO) wurde vor und während des Zweiten Weltkriegs eine optische Visiereinrichtung auf U-Booten der deutschen Kriegsmarine genannt, die aus einem lichtstarken binokularen Fernglas (U-Boot-Doppelfernrohr, kurz: U.D.F.) und einer entsprechend fest am Boot verankerten Säule, dem sogenannten UZO-Sockel, bestand.
Damit wurden bei Überwasserfahrt „Ziele“, also feindliche Handels- oder Kriegsschiffe, gesucht und beobachtet und deren Peilung erfasst.

## Geschichte

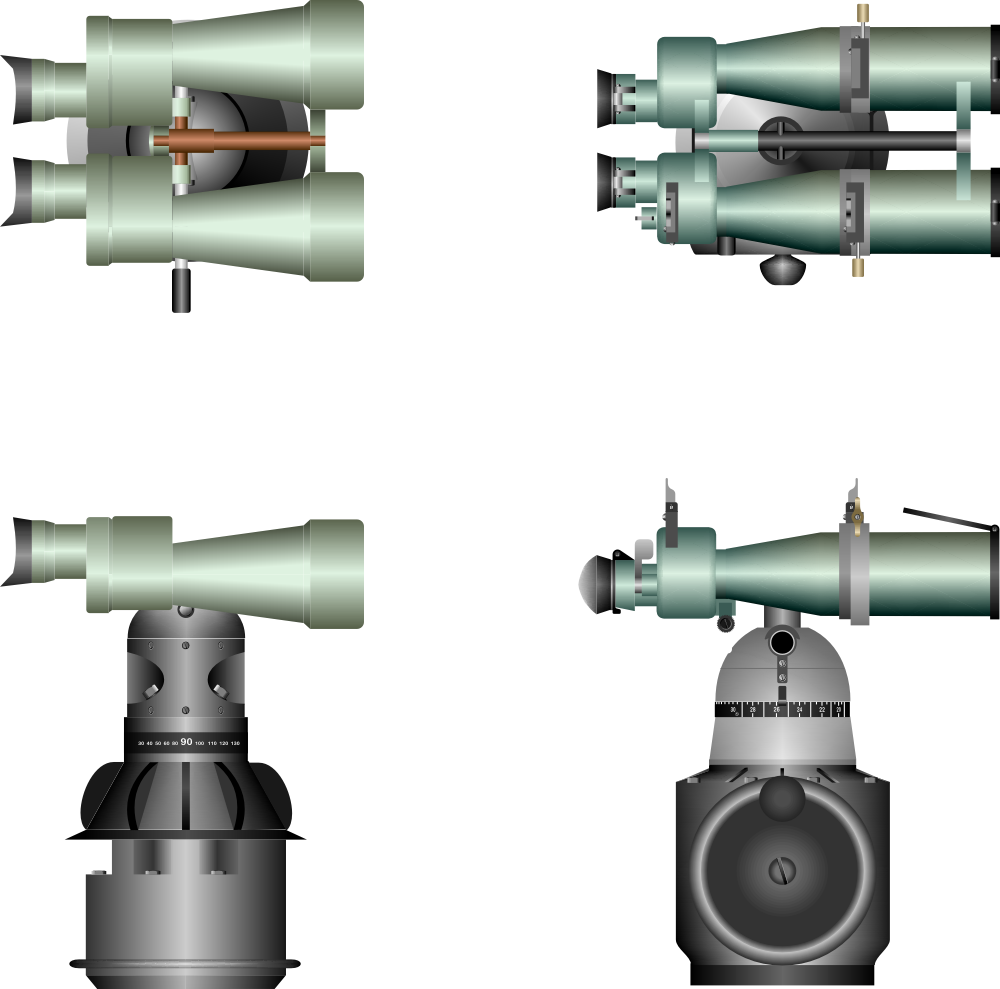
Verschiedene Ansichten zweier unterschiedlicher UZO.

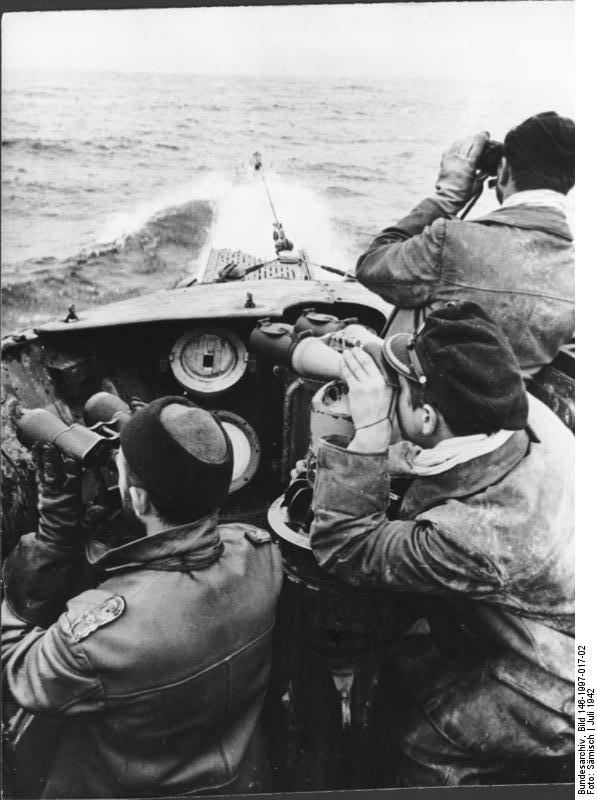
U-Boot-Doppelfernrohr auf UZO-Sockel (Mitte) im Einsatz (Juli 1942).

Das zur U-Boot-Zieloptik gehörende U-Boot-Doppelfernrohr wurde bei Bedarf auf einer speziellen Säule montiert, die sich mittig auf der Brückenwanne des Bootes oben auf dem Turm befand. Auf dieser Säule, genannt „UZO-Sockel“ oder „Zielsäule“, konnte das U.D.F. in einer dafür vorgesehenen Halterung montiert und arretiert werden. Dies geschah, wenn der Kommandant sich zum Überwasserangriff auf gegnerische Schiffe entschloss, mit dem Befehl „UZO auf Brücke“.
Die U-Boot-Zieloptik wurde üblicherweise vom Ersten Wachoffizier (I. WO) bedient, der es auf dem Sockel drehen konnte und kontinuierlich die Peilung; dies konnte über einen senkrechten schwarzen Strich des U.D.F. erfolgen; auf das Ziel auf einem oben am Sockel befindlichen Ring mit eingravierter Gradeinteilung ablesen konnte. Um die Genauigkeit der Peilung (Torpedo-Ziel-Richtung ω) zu erhöhen, wurde die Ruderanlage so gestellt, dass der Turm möglichst senkrecht zur Wasseroberfläche stehen konnte. Zusätzlich konnte der Kranz des UZO-Sockeln bei einem Wert über einen Hebel gesperrt werden. Der so ermittelte Winkel der Schiffspeilung wurden automatisch und, wenn nicht festgestellt, kontinuierlich über einen Drehmelder an den im Turm befindlichen Torpedovorhaltrechner weitergeleitet, wobei sich die technische Realisierung zwischen den U-Boottypen unterschied. Der U-Boot-Kommandant bestätigte den Wert der Peilung oder konnte diesen manuell über den Torpedovorhaltrechner, welcher durch ein Besatzungsmitglied bedient wurde, ändern lassen. U. a. und z. B. die Entfernung und die Geschwindigkeit des Ziels, die Torpedogeschwindigkeit, Laufwinkel und Lauftiefe wurde abgeschätzt und in den Torpedovorhaltrechner übertragen. Für diese Daten erfolgte ebenfalls eine Bestätigung vom U-Boot-Kommandanten.
Dieser bestimmte daraufhin mit weiteren gespeicherten und dort einzustellenden Daten die nötigen Einstellparameter für die Torpedos zum Überwasser-Torpedoangriff auf feindliche Seefahrzeuge. Zusätzlich war die Zieloptik mit dem Angriffssehrohr gekoppelt, sodass mittels eines Schalters zwischen der Peilung mit UZO oder Periskop umgeschaltet werden konnte. An einigen UZO-Sockeln war auch eine akustische Röhre montiert, über die mit dem Inneren des Bootes kommuniziert werden konnte. Ebenso war es möglich, mit dem Periskop bei Unterwasserfahrt das Ziel grob zu erfassen und nach dem Auftauchen mit der UZO das Abschießen des Torpedos durchzuführen. Die UZO-Säule war mit einem sogenannten Abfeuerschalter versehen, sodass das Abschießen des Torpedos direkt von dort erfolgen konnte.
Die U-Boot-Zieloptik stellte eine innovative Alternative zum älteren, für den Unterwasserangriff vorgesehenen TUZA (Torpedo-U-Boot-Zielapparat) dar.
Ein typisches für UZO verwendetes U-Boot-Doppelfernrohr, wie das U.D.F. 7×50 blc, weist einen Vergrößerungsfaktor von 7 und einen Objektivdurchmesser von 50 mm auf. Dem Fertigungskennzeichen blc, einer kodierten Herstellerbezeichnung, kann man entnehmen, dass dieses U.D.F. bei Carl Zeiss in Jena hergestellt worden war. Zwar ist das Gehäuse des U.D.F. aus seewasserfestem Messing druckwasserdicht bis zu 30 bar (entspricht 300 m Tiefe), dennoch wurde das etwa 6 kg schwere Instrument während der Unterwasserfahrt in der Regel im Inneren des Bootes sicher und geschützt aufbewahrt.